# Luise Margareta von Preußen

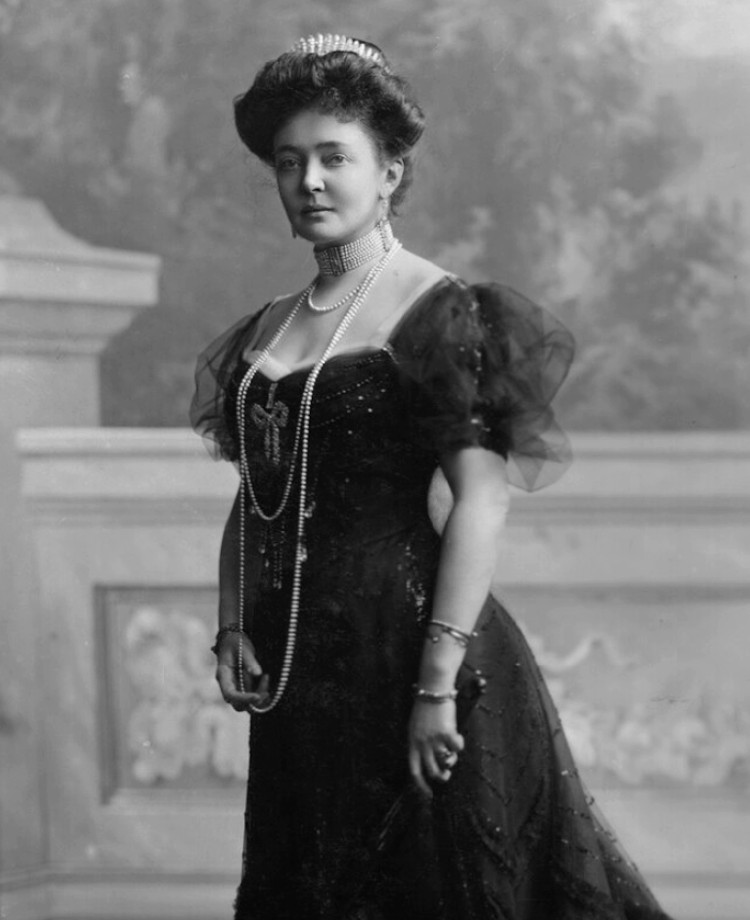
Prinzessin Luise Margarete von Preußen

Prinzessin Luise Margarete Alexandra Viktoria Agnes von Preußen VA CI RRC DStJ, (* 25. Juli 1860 in Potsdam; † 14. März 1917 in Clarence House) war eine preußische Prinzessin, später Mitglied der britischen Königsfamilie durch ihre Heirat mit Prinz Arthur, Duke of Connaught and Strathearn.

## Herkunft
Prinzessin Luise Margarete wurde im Marmorpalais in Potsdam geboren. Ihr Vater Prinz Friedrich Karl (1828–1885) war der Sohn von Carl von Preußen und dessen Frau Marie von Sachsen-Weimar-Eisenach. Ihre Mutter war Prinzessin Maria Anna von Anhalt-Dessau (1837–1906), Tochter von Leopold IV. von Anhalt-Dessau. Durch ihren Vater war sie eine Großnichte von Kaiser Wilhelm I.

## Familie

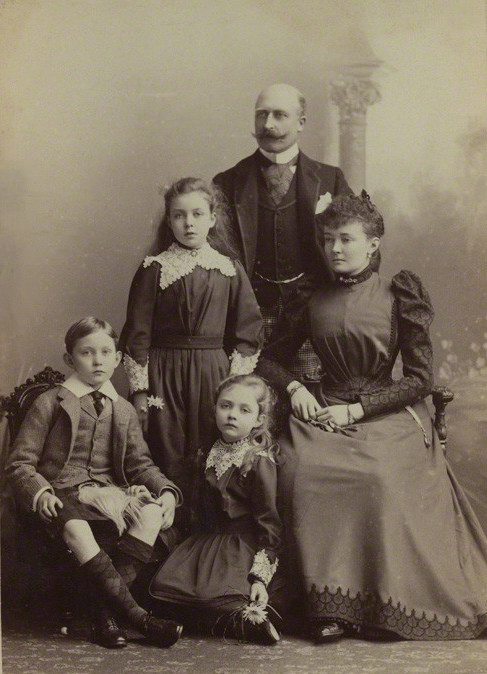
Duchess of Connaught mit ihrer Familie, um 1890

Am 13. März 1879 heiratete sie Prinz Arthur, 1. Duke of Connaught and Strathearn, in der St George’s Chapel in Windsor Castle. Ihr Mann war ein Sohn von Königin Victoria und deren Mann Prinz Albert von Sachsen-Coburg und Gotha. Nach ihrer Hochzeit trug sie das Prädikat einer königlichen Hoheit sowie den Höflichkeitstitel Duchess of Connaught and Strathearn. Von 1911 bis 1916 war ihr Mann Generalgouverneur von Kanada. Aus der gemeinsamen Verbindung gingen drei Kinder hervor:
- Margaret (1882–1920) ⚭ 1905 Gustav VI. Adolf, König von Schweden
- Arthur (1883–1938) ⚭ 1913 Prinzessin Alexandra, 2. Duchess of Fife
- Patricia (1886–1974) ⚭ 1919 Sir Alexander Ramsay

## Tod
Die Duchess starb im Alter von nur 56 Jahren an den Folgen einer Grippeinfektion in Clarence House. Sie erhielt als erstes Mitglied der britischen Königsfamilie eine Feuerbestattung; nach ihrer Einäscherung im Golders Green Crematorium wurde ihre Urne auf dem königlichen Friedhof in Frogmore, Windsor beigesetzt. Ihr Mann überlebte sie um 25 Jahre.